# Nélson Agra
Nélson José Figueiredo Agra (sinh ngày 6 tháng 1 năm 1991 ở Póvoa de Varzim) là một cầu thủ bóng đá người Bồ Đào Nha thi đấu cho Varzim S.C. ở vị trí tiền vệ.